# Health and Efficiency
Albums de This Heat
This Heat
(1979) Deceit
(1981)
Health And Efficiency est un EP du groupe de rock expérimental This Heat sorti en 1980. Le groupe y montre sa nouvelle orientation, le post-punk, rompant littéralement avec l'ambient abordé dans le premier album. Unique EP du groupe et véritable rareté en vinyle, il est ressorti en version remasterisée en 2006.

## Morceaux
1. Health And Efficiency
2. Graphic/Varispeed

## Musiciens
- Charles Bullen (chant/guitare/clarinette/batterie/enregistrement)
- Charles Hayward (chant/batterie/claviers/guitare/basse/enregistrement)
- Gareth Williams (chant/basse/claviers/enregistrements)